# Кунче, Сейни
Сейни Кунче (фр. Seyni Kountché; 1 июля 1931, Дамана Фанду, Нигер — 10 ноября 1987, Париж) — председатель Высшего военного совета и президент Нигера в 1974–1987.

## Биография
Родился во французской колонии Нигер, в Дамана Фанду, в департаменте Филинг, потомок правителей джерма. После начального обучения в Филинге, в 1944 году поступил в школу в Мали, затем в школу в Сенегале. Учился в военном училище, с 1949 года служил во французской колониальной армии, в Алжире и Индокитае. Дослужился до звания сержанта (1957). Прошёл обучение в Офицерской школе   1958–1960. В 1960 году, после получения независимости, поступил на службу в армию Нигера. 3 августа 1961 года получил звание лейтенанта. В1965 году был назначен заместителем начальника Генерального штаба армии Нигера, в 1965–1966 годах учился в Париже в военной академии. С 1973 года начальник Генерального штаба.
К 1974 году режим первого президента Нигера Амани Диори находился в глубоком кризисе. Диори установил в Нигере однопартийную диктатуру, подавлял оппозицию, режим погряз в коррупции, некоторые министры незаконно присваивали запасы продовольственной помощи. Назначения в кабинете министров были ограничены принадлежностью к одноплеменникам, кругу родственников и личных друзей. Нигер при получении независимости был одной из беднейших стран Африки, а его экономическое положение усугубилось жесточайшей засухой в Сахеле 1968—1974 годов. По словам Кунче, на складах хранилось более 3000 тонн зерна в ожидании роста цен. Ещё в 1968 году были открыты крупные месторождения урана, однако доходы от их разработки были фактически присвоены коррумпированной верхушкой. Помимо засухи, армия возмущалась тем, что её использовали для сбора налогов и другой непрофильной деятельности.
15 апреля 1974 года подполковник С. Кунче организовал почти бескровный государственный переворот, в ходе которого режим Диори был свергнут. Личная охрана президента, полностью туарегская Республиканская гвардия, была единственным подразделением, которое оказало сопротивление по приказу жены Диори Айссы. Она и небольшое количество гвардейцев были убиты в президентском дворце на рассвете 15 апреля. Президент Диори, президент Национальной ассамблеи и несколько других политиков были арестованы
Была отменена действовавшую конституцию и распущена Национальная ассамблея Нигера. 17 апреля был образован Высший Военный Совет, назначивший самого Кунче президентом. Немедленно началась деятельность по распределению запасов продовольствия, а оппозиционеры прежней власти были выпущены из тюрем или получили возможность вернуться в страну, хотя однопартийная система не была отменена. В целом, правление Кунче представляло собой редчайший пример африканского военного правительства, которое смогло решить экономические проблемы страны.
Во внешней политике, как и его предшественник, делал ставку на хорошие отношения с Францией, а также укреплял контакты с арабскими государствами и КНР. Отношения с Ливией были напряжёнными из-за предполагаемой поддержки Ливией повстанцев-туарегов, и на общей границе произошло несколько стычек.
Режим Сейни Кунче технически представлял собой военную диктатуру. Во внешней политике, правительство в основном ориентировалось на Францию и старалось поддерживать хорошие отношения с арабскими государствами. Внутри страны, все противники режима были вытеснены из политики. В августе 1975, марте 1976 и октябре 1983 годх были совершены безуспешные попытки государственного переворота.
При этом страну, в целом, к началу 1980-х годов удалось стабилизировать, и 24 января 1983 года впервые был назначен гражданский премьер-министр, Мамане Умару. В 1984 году была назначена комиссия для выработки документа, который позже мог лечь в основу конституции — «национальной хартии», затем хартия была одобрена всенародным референдумом.
Усилиям по экономической перестройке помешали повторение засухи в 1984-1985 годах и закрытие границы с Нигерией в 1984-1986 годах. Зависимость страны от продовольственной помощи и внешнего финансирования возросла.
Также занимал пост министра внутренних дел с 1974 по 1976 и с 1981 по 1987 год и пост министра обороны с 1974 по 1976 год и с 1977 по 1987 год.
Состояние здоровья Сейни Кунче существенно ухудшилось в 1986 году. Он умер от рака мозга в госпитале в Париже 10 ноября 1987 года.

## Увековечение памяти
В честь Кунче назван Стадион Сейни Кунче в Ниамее, главная спортивная арена Нигера.